# Okamoto Kidō

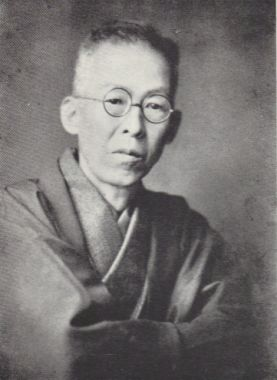
Okamoto Kidō

Okamoto Kidō (japanische 岡本 綺堂; eigentlich: Okamoto Keiji (岡本 敬二); * 15. November 1872 in Tokio; † 1. März 1939) war ein japanischer Dramatiker.

## Leben und Wirken
Okamoto Kidō war der Sohn eines Samurai im Dienste der Familie Tokugawa. Er verfasste annähernd 200 Kabuki-Dramen. Sein erstes Stück Kogane no Shachihoko Uwasa no Takanami (金鯱噂高浪) wurde 1902 uraufgeführt. Während seiner Arbeit für die Zeitung Nichinichi entstand sein Stück Ishin Zengo (維新前後), das von der Theatertruppe von Ichikawa Sadanji II. 1908 uraufgeführt wurde.  Weitere bekannte Stücke waren Shuzenji monogatari (修禅寺物語) 1911, Muromachi gosho (室町御所), Sasaki Takatsuna (佐々木高綱) 1914, Toribeyama shinjū (鳥邊山心中) 1917 und Banchō Sarayashiki (番町皿屋敷) 1917.